# George Weller
George Anthony Weller (Boston, 13 luglio 1907 – San Felice Circeo, 19 dicembre 2002) è stato uno scrittore, drammaturgo e giornalista statunitense, inviato per il New York Times ed il Chicago Daily News, fu vincitore del Premio Pulitzer. Fu il primo corrispondente a raggiungere Nagasaki dopo il bombardamento da parte degli Stati Uniti, avvenuto il 9 agosto 1945.

## Biografia
George Weller nacque a Boston (Massachusetts, U.S.A.) nel 1907 e si laureò all'Università Harvard nel 1929. In seguito studiò recitazione a Vienna. Weller entrò quindi a far parte della squadra dei corrispondenti dall'area dei Balcani per il New York Times. Prima dello scoppio della seconda guerra mondiale, cominciò a lavorare per il Chicago Daily News.
Nel 1946 incontrò Charlotte Ebner, in circostanze molto particolari: entrambi facevano parte, infatti, di un gruppo di corrispondenti che fu trattenuto per tre settimane in Manciuria dall'esercito comunista cinese in fase di avanzamento. Si sposarono due anni dopo ed insieme lavorarono per il Daily News nell'area dei Balcani, del Medio Oriente e dell'Africa, da Roma, dove Weller era a capo dell'ufficio del Daily News. Ebbero due figli, Anthony e Ann Tagge, ed il loro matrimonio durò 42 anni, fino alla morte di Charlotte, avvenuta nel 1990.

## I premi
Weller vinse il Premio Pulitzer nel 1943 come corrispondente di guerra, per una storia sulla prima importante operazione chirurgica al mondo effettuata su un sottomarino in immersione, un'appendicectomia, durante la quale l'equipaggio fu costretto ad usare un colino da te e dei cucchiai.
Weller ricevette, nel 1954, anche il premio George Polk Memorial ed il  Nieman Fellowship alla Harvard, nel 1949. Fu di ispirazione al romanzo breve di Sean O'Faolain "Something, Everything, Anything, Nothing".

## Il rapporto su Nagasaki
Weller fu il primo corrispondente straniero a raggiungere Nagasaki, dopo il bombardamento atomico della città da parte degli U.S.A.. Gli occupanti statunitensi, dopo aver sganciato la bomba, soprannominata Fat Man, avevano dichiarato la città off limits per i giornalisti. Weller riuscì ad evitare i controlli dei posti di blocco militari fingendosi un ufficiale dell'esercito. Sulla strada del ritorno, però, il suo rapporto di 75 pagine e più di 20 foto furono censurati dall'esercito statunitense. Una copia del rapporto è stata scoperta di recente dal figlio di Weller poco dopo la morte del padre, a Roma.

## Pubblicazioni
- Not to Eat Not for Love (1933)
- Clutch and differential (1936)
- The Belgian campaign in Ethiopia (1941)
- Singapore is silent (1943)
- Bases overseas: an American trusteeship in power (1944)
- The crack in the column, romanzo (1949)
- The story of the paratroops (1958
- The story of submarines (1962)
- Flight from Java, dispacci dalle prime linee durante la seconda guerra mondiale (1995)